# Gedächtniskirche aller Heiligen (Minsk)

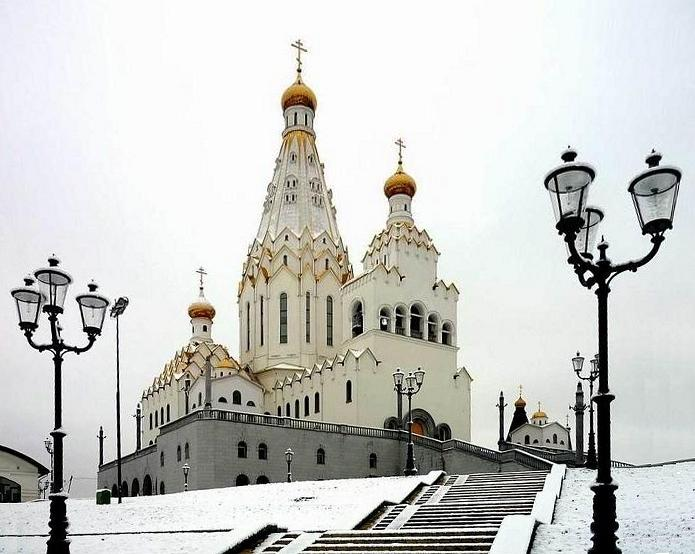
Gedächtniskirche aller Heiligen in Minsk

Die Kirche zu Ehren aller Heiligen und zum Gedächtnis der Ermordeten unseres Vaterlands (belarussisch Храм-помнік ў гонар Усіх Святых і ў памяць бязвінна забітых у Айчыне нашай; russisch Храм-памятник в честь Всех святых и в память убиенных во Отечестве нашем) ist eine im Jahr 2008 fertiggestellte russisch-orthodoxe Kirche der Metropolie von Minsk in der belarussischen Hauptstadt Minsk. Das weithin sichtbare Gotteshaus wurde mit staatlicher Unterstützung als nationale Gedenkstätte für alle gefallenen und ermordeten belarussischen Soldaten und Zivilisten des napoleonischen Russlandfeldzugs 1812 und der deutschen Eroberungszüge im Ersten und Zweiten Weltkrieg errichtet.

## Geschichte
Der Grundstein für die nationale Erinnerungsstätte wurde am 4. Juni 1991 durch den Moskauer Patriarchen Alexej II. gelegt. 1996 fügte der Metropolit von Minsk Filaret gemeinsam mit Staatspräsident Alexander Lukaschenko und weiteren hochrangigen Vertretern der Öffentlichkeit eine Gedenkkapsel mit historischen Dokumenten in das Fundament ein. Am 26. September 2006 vollzogen Patriarch Alexej, Metropolit Filaret und Präsident Lukaschenko nach Vollendung der zeltförmigen Hauptkuppel die Glockenweihe.
In der Krypta der Kirche werden Erde und sterbliche Überreste von allen Schlachtfeldern und Lagern in Belarus zusammengetragen. 2012 wurde auch ein Gedenkort für den Terroranschlag vom 11. April 2011 geschaffen.
Die Gedächtniskirche ist, mit dem bekrönenden Kreuz, 74 m hoch und fasst 1.200 Menschen. In ihr ist u. a. ein Archiv mit einer Ausstellung zur Dokumentation von Krieg und Gewaltherrschaft und zur Würdigung der Opfer eingerichtet. Auf dem Gelände sind weitere Gottesdienst- und Begegnungsstätten geplant oder schon fertiggestellt, so eine kleinere hölzerne Dreifaltigkeitskirche.